# Matthew Lillard

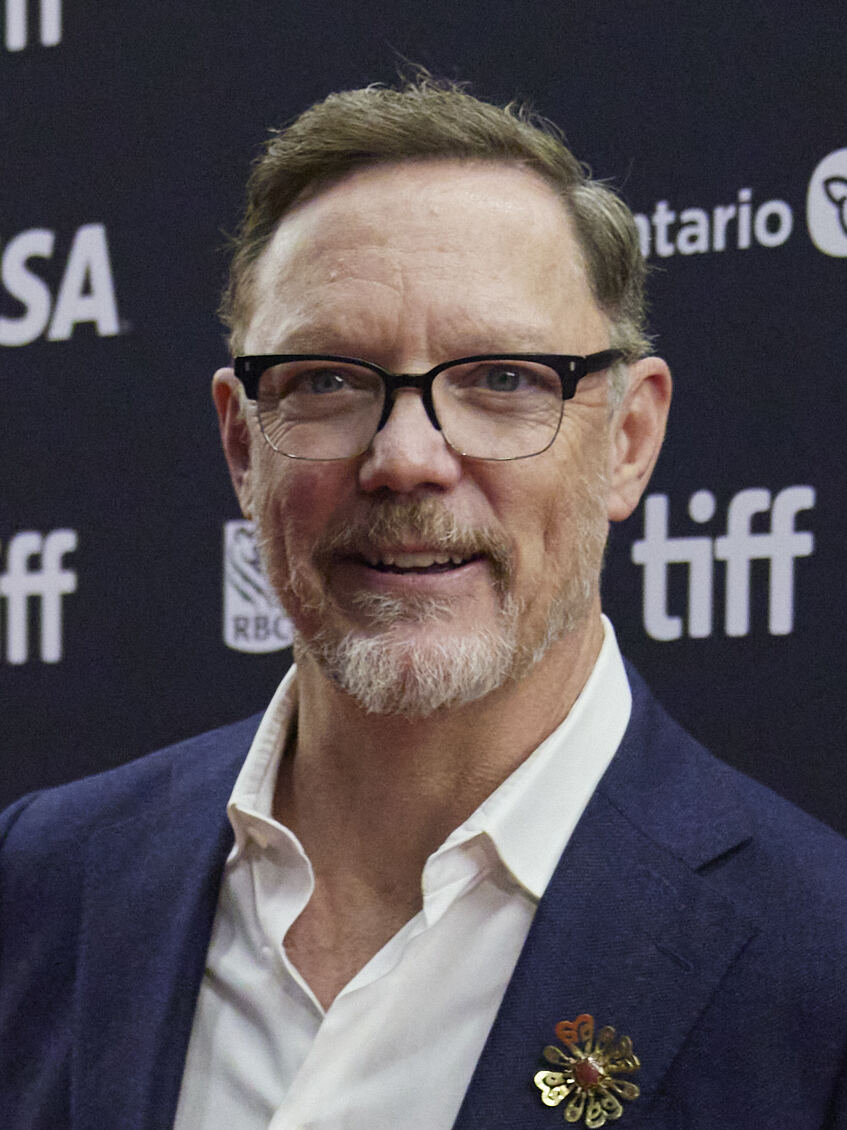
Matthew Lillard (2024)

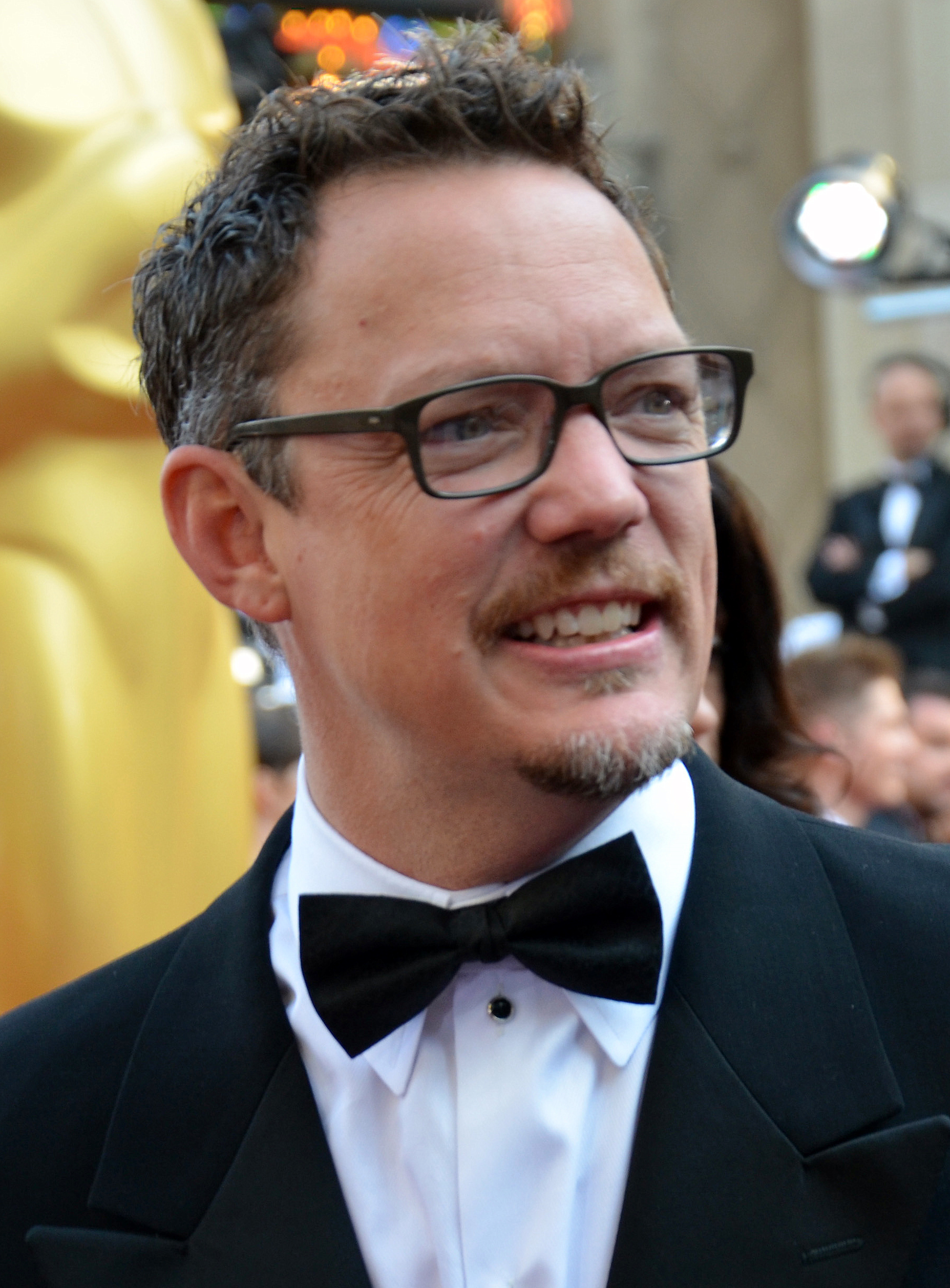
Matthew Lillard auf dem roten Teppich bei der Oscarverleihung 2012

Matthew Lyn Lillard (* 24. Januar 1970 in Lansing, Michigan) ist ein US-amerikanischer Schauspieler.

## Leben und Karriere
Nach der Highschool wurde Lillard für eine kleine Rolle in Ghoulies 3: Ghoulies Go to College verpflichtet, dadurch wurde sein Interesse an der Schauspielerei geweckt. So ließ er sich an der American Academy of Dramatic Arts in Pasadena und dann an der Theaterschule Circle in the Square in New York City ausbilden. Seinen Durchbruch hatte Lillard 1994 in Serial Mom – Warum läßt Mama das Morden nicht?. Ein Jahr später spielte er im Film Hackers – Im Netz des FBI neben Jonny Lee Miller und Angelina Jolie. Im Fernsehfilm Haus der stummen Schreie (1996) spielte er neben Cher und Anne Heche eine Nebenrolle. Ebenfalls 1996 war er in Scream – Schrei! in einer tragenden Rolle zu sehen. Es folgten zahlreiche Film- und Fernsehauftritte, sein Schaffen umfasst mehr als 100 Film- und Fernsehproduktionen.
Lillard ist seit 2000 mit Heather Helm verheiratet und hat drei Kinder.

## Filmografie (Auswahl)

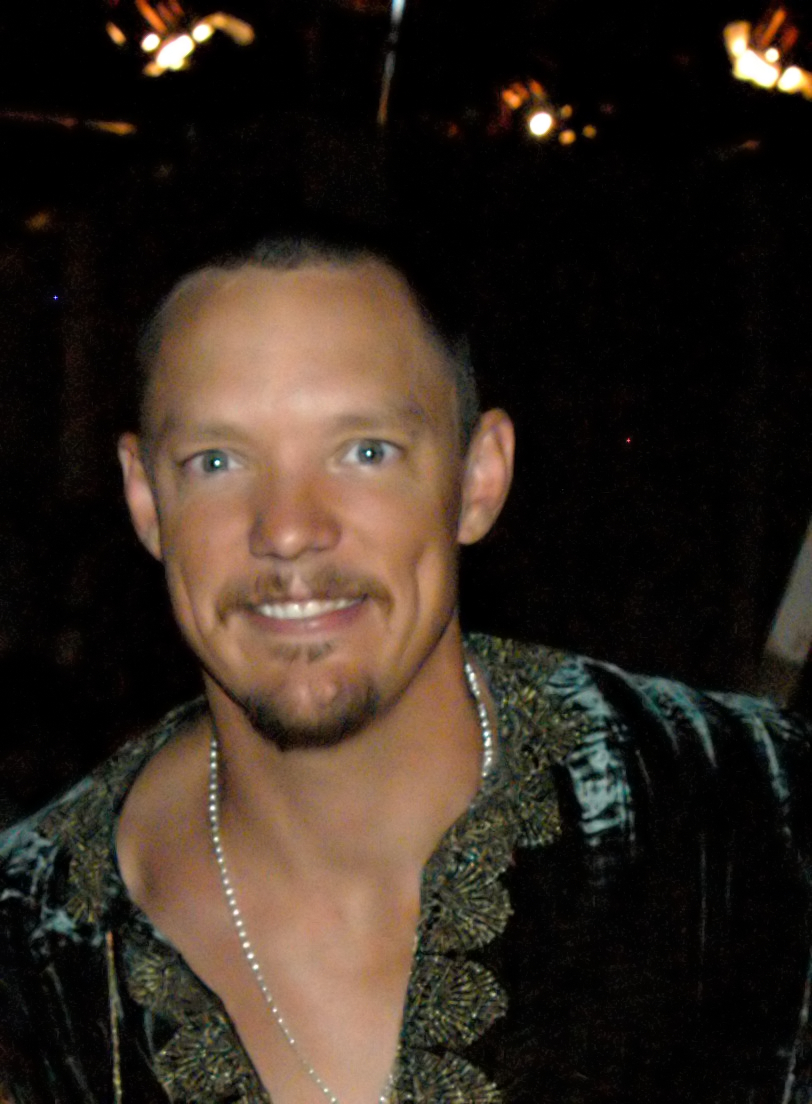
Matthew Lillard (2005)

- 1991: Ghoulies 3: Ghoulies Go to College
- 1994: Serial Mom – Warum läßt Mama das Morden nicht? (Serial Mom)
- 1995: Hackers – Im Netz des FBI (Hackers)
- 1995: Mad Love – Volle Leidenschaft (Mad Love)
- 1996: Haus der stummen Schreie (If These Walls Could Talk)
- 1996: Scream – Schrei! (Scream)
- 1997: Nash Bridges (Fernsehserie, Episode 2x18)
- 1998: Senseless
- 1998: Mörderische Freunde (Dead Man’s Curve)
- 1998: Punk! (SLC Punk!)
- 1999: Eine wie keine (She’s All That)
- 1999: Wing Commander
- 2000: Spanish Judges – Blutiges Geschäft (Spanish Judges)
- 2000: Verlorene Liebesmüh’ (Love’s Labour’s Lost)
- 2001: Summer Catch
- 2001: 13 Geister (Thir13en Ghosts)
- 2001: Bloody Numbers – Alles auf eine Karte (Finder's Fee)
- 2002: Scooby-Doo
- 2002: Das größte Muppet Weihnachtsspektakel aller Zeiten (It’s a Very Merry Muppet Christmas Movie, Fernsehfilm)
- 2003: Looney Tunes: Back in Action
- 2004: Voll gepunktet (The Perfect Score)
- 2004: Scooby Doo 2 – Die Monster sind los (Scooby Doo 2: Monsters Unleashed)
- 2004: Sehnsüchtig (Wicker Park)
- 2004: Trouble ohne Paddel (Without a Paddle)
- 2005: Die Freunde des Bräutigams (The Groomsmen)
- 2006: Schwerter des Königs – Dungeon Siege (In the Name of the King: A Dungeon Siege Tale)
- 2007: What Love Is
- 2007: Denver P.D. – Die Kriegsteufel (One of Our Own)
- 2008: Extreme Movie
- 2009: Spooner
- 2009: All’s Faire in Love
- 2009: American Summer
- 2009: Messages Deleted
- 2009: Law & Order: Special Victims Unit (Fernsehserie, Episode 10x16)
- 2011: Dr. House (House, Fernsehserie, Episode 7x09)
- 2011: The Descendants – Familie und andere Angelegenheiten (The Descendants)
- 2011: Pool Boys (The Pool Boys)
- 2012: Fat Kid Rules the World (auch Regie)
- 2012: Back in the Game (Trouble with the Curve)
- 2012: Criminal Minds (Fernsehserie, Episode 8x06)
- 2012: Leverage (Fernsehserie, Episode 5x07)
- 2013: Die Rückkehr zur Insel der Abenteuer (Return to Nim’s Island)
- 2013–2014: The Bridge – America (The Bridge, Fernsehserie, 24 Episoden)
- 2014: Das Geheimnis des Balletttänzers (Match)
- 2014, 2016: Good Wife (The Good Wife, Fernsehserie, 2 Episoden)
- 2015: State of Affairs (Fernsehserie, 3 Episoden)
- 2016: Bosch (Fernsehserie, 5 Episoden)
- 2017: Twin Peaks (Fernsehserie, 4 Episoden)
- 2018–2021: Good Girls (Fernsehserie, 50 Episoden)
- 2018: Grace
- 2019: FBI (Fernsehserie, Episode 1x18)
- 2020: Barkskins (Fernsehserie, 3 Episoden)
- 2021: Einer wie keiner (He’s All That)
- 2023: Five Nights at Freddy’s
- 2024: The Life of Chuck